# Національний парк Абруццо, Лаціо й Молізе
41°48′30″ пн. ш. 13°47′11″ сх. д. / 41.808388888889° пн. ш. 13.786472222222° сх. д.
Національний парк Абру́ццо, Ла́ціо й Молізе (італ. Parco Nazionale Abruzzo, Lazio e Molise) розташований в центральній частині Італії в Апеннінах на території областей Абруццо, Лаціо й Молізе. Площа 50 000 га. 
Заснований в 1922 р., а в 1923 р. отримав державний статус. Парк має репутацію зразка збереження й охорони природного середовища.

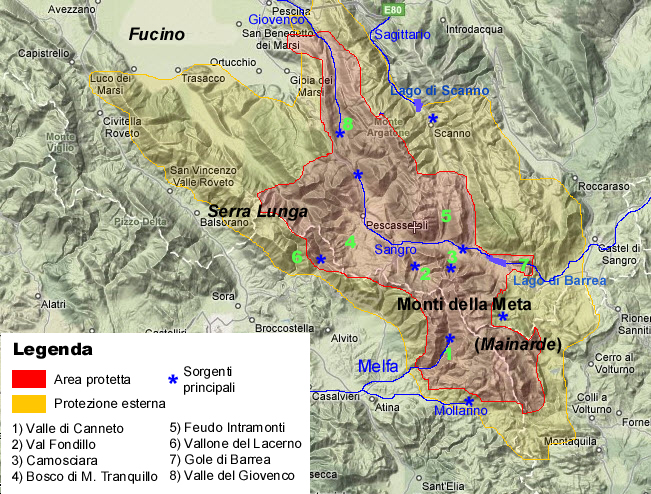
Карта парку.

Найстаріший з парків гірських Апеннін, що зіграв важливу роль в збереженні таких видів італійської фауни як бурий марсиканський ведмідь, абруційська сарна, вовк. Переважна частина площі парку вкрита буковими лісами, де мешкає рідкісний дятел Лільфорда. Завдяки природоохоронним заходам по підтримці популяцій оленя й сарни і поверненню дикого кабана були відтворені первісні харчові ланцюги включно із великими хижаками. На каменястих схилах високогір'я поширені бори гірської сосни. Для екскурсантів прокладені численні пішохідні маршрути й створені тематичні центри, до складу яких входять музеї, зоологічні зони з великими вольєрами й ботанічні сади.
Річки: Санґро, Джовенко, Вольтурно, Мальфа.
Озера: Барреа, Віво, Пантан'єлло, Сканно, Монтанья Спакката, Кастель Сан Вінченцо, Ґроттакампанаро, Сельва ді Кардіто.
Гірські вершини: Петрозо (2249 м), Марсикано (2245 м), Мета (2242 м), Тартаро (2191 м), Яміччо (2074 м), Кавалло (2039 м), Паломбо (2013 м).

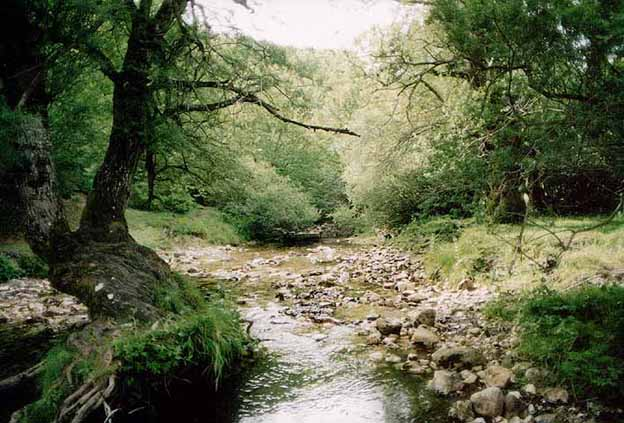
Абруццо, Лаціо й Молізе Національний парк.

Фауна: мрсиканський бурий ведмідь, апеннінський вовк, абруційська сарна, рись, олень, сарна, куниця, дикий кіт, беркут, білоспинний дятел, пугач, крук імператорський, лиска, чапля сіра, гадюка степова, кумка жовточерева або гірська, струмкова форель, жук вусань Розалія Альпійська.
Флора: бук, сосна чорна, береза, тис ягідний, явір, ясен, кизил, бобовник анаґіролистий, Венерині (зозулині) черевички, ірис Марсиканський.
Тематичні центри: Пескассеролі (Природа), Чівітелла Альфедена (Вовк), Віллетта Барреа (Вода), Опі (Козиця), Бізенья (Сарна), Кастель Сан Вінченцо (Апеннінська фауна), Скаполі (Волинка), Піццоне (Ведмідь), Віллаваллелонга (Ведмідь), Ортона дей Марсі (Рослини й комахи), Сан Донато Валь Коміно (Геологія), Камполі Апенніно (Ведмідь), Пічініско (Нічна природа)
Зоологічні зони: Пескассеролі (Зоопарк), Чівітелла Альфедена (Вовки й рисі), Опі (Сарна), Віллаваллелонга (Ведмеді й олені)